# Камишан Олександр Михайлович
Олександр Михайлович Камишан (1898 — 25 липня 1937) — український радянський діяч, історик-марксист. Член Центральної Контрольної Комісії КП(б)У в листопаді 1927 — січні 1930 року.

## Біографія
Член РКП(б) з 1920 року.
У другій половині 1920-х — на початку 1930-х років — професор, заступник директора Українського інституту марксизму. Дійсний член кафедри західноєвропейської культури при Харківському інституті народної освіти, де викладав історію Заходу та історію Франції XVIII—ХІХ ст.
У 1926—1930 роках — керівник науково-дослідної кафедри марксизму при Всеукраїнській академії наук (ВУАН). У 1930—1932 роках — вчений секретар соціально-економічного відділу Всеукраїнської академії наук (ВУАН). Потім виїхав до Москви.
У 1937 році заарештований органами НКВС. Репресований. Посмертно реабілітований.

## Основні праці
- Камишан О. М. Ленін і робітничий рух на Заході до імперіялістичної війни (1929)
- Камишан О. М. Англія сьогоднішнього дня (1931)
- Камишан О. М. Маркс як історик Великої Французької революції (1931)
- Камишан О. М. Гете та Велика Французька революція (1932)
- Камишан О. М. Сучасний соціял-фашизм та інтервенція (1932)
- Камишан О. М. Франція та інтервенція 1918-19 рр. на Україні (1932)
- Камишан О. М. Интервенция 1918-19 гг. и Французская социалистическая партия (1933)
- Камишан О. М. Маркс та його доба (1933)